# José Luis González Juliá
José Luis González Juliá   (Alcoi, 2 de juliol de 1932 - Madrid, 22 de març de 1998) és un guitarrista clàssic nascut a Alcoi (Alacant). El seu llibre de tècnica va tenir una gran difusió al Japó, on es va fer el primer homenatge després de la seva mort. Al març de 1998 va morir de manera sobtada a Madrid quan enllestia el que va esdevenir el seu últim disc i realitzava un curs de guitarra.

## Biografia
Jose Luis González Julià va néixer el 2 de juliol de 1932 a la localitat d'Alcoi, al carrer Sant Nicolau, fruit d'una família de classe mitjana. El seu pare i la seva mare eren sastres de professió. Encara que va ser al carrer Gonzalo Barrachina (a l'actualitat seu de la Unió Alcoiana Assegurances) on va passar la seva infància i en on aviat escoltaria el so de la guitarra que tocava el seu pare. El seu pare, aficionat de la guitarra, li va començar a ensenyar l'art de la guitarra des de molt aviat. De fet, en les estones lliures que li deixava la seva professió de sastre es dedicava fins i tot a donar concerts. Obtenia bones crítiques i era considerat com un bon guitarrista.
Després d'estudiar batxillerat, José Luis va decidir dedicar-se de manera professional a el món de la guitarra. El seu primer professor va ser Rafael Casasempere, amb el qual va començar a estudiar solfeig. Va marxar a València, on va estudiar Harmonia i Història de la Música al Conservatori Superior de Música amb el professor Rafael Balaguer. Anteriorment es traslladava a Gandia per estudiar amb el guitarrista Salvador García (Panxa Verda), allà vivia a la mateixa masia de García.

## Carrera
Inicia la seva carrera amb un concert amb l'Harmònica Alcoiana al Cercle Industrial d'Alcoi a la primerenca edat de catorze anys, Posteriorment, amb quinze anys dona un concert al Teatre Principal de València i un altre al d'Alacant. Als díhuit anys acaba els seus estudis d'harmonia i història de la música. Per aquestes dates realitza el servei militar a la Comandància de l'Aviació d'Alacant, però aconsegueix que el traslladin per prosseguir els seus estudis de guitarra, primer a València i després a Madrid. Allà a Madrid, en les seves tardes lliures, anava a les botigues de guitarra, tant a la d'Aguado i Hernández com a la de José Ramírez, on a les tardes s'hi concentrava un gran ambient de grans guitarristes.
Allà coneix el mestre Regino Sainz de la Maza, que a el conèixer José Luis es va quedar sorprès i li va dir: «José Luis has d'estudiar amb mi, tu pots arribar a ser un gran guitarrista». A partir d'aquest moment, José Luis esdevé alumne de el Mestre Regino Sainz de la Maza, compartint molts anys i sent un dels alumnes més avantatjats.
Va ser el mestre Regino Sainz de la Maza qui li va presentar a la cèlebre Imperio Argentina, la qual buscava guitarristes per integrar-los en la seva companyia i realitzar les diferents gires de gales per Espanya i Sud-amèrica. Així va ser com José Luis esdevé primer guitarra de la companyia d'Imperi Argentina i d'aquesta manera pot sufragar els seus estudis a Madrid.
Després d'un període, José Luis torna a Alcoi per a contreure matrimoni amb la seva dona "Tere". En només dos dies és capaç d'examinar-se dels vuit cursos de Guitarra i de totes les assignatures complementàries al Conservatori Superior de Música de València, d'aquesta manera aconsegueix el títol superior de professor de guitarra. En aquests mesos treballa en diferents oficis, com ara de pintor, per guanyar diners i poder traslladar-se de nou a Madrid a continuar els seus estudis de guitarra.
Posteriorment se'n va a Santiago de Compostel·la per assistir als cursos del gran mestre de guitarra Andrés Segovia. Aquest –res més sentir-lo tocar– li encomana que es vagi a estudiar amb ell a Madrid, ja que li augura un futur prometedor. Llavors José Luis se'n va a Madrid i s'hi instal·la amb la seva família, per progressar en els seus estudis a el mateix temps que recorre la geografia espanyola donant multitud de concerts. El dia 17 de setembre de 1961 guanya el segon premi de el Concurs d'Orense (Premi Margarita Pastor), que comptava amb Andrés Segòvia com a president de jurat.
A la tornada d'un viatge per Austràlia d'Andrés Segovia el 1961, la Sydney Society of the Classic Guitar (Societat de guitarra clàssica de Sydney), de la qual era patró, li va demanar un mestre de nivell per anar a Austràlia amb l'objectiu d'ensenyar i donar concerts. El 1961 cap universitat australiana tenia un professor de guitarra i no hi havia ningú capaç de donar recitals i ensenyar. Segovia va recomanar González, que va acceptar una missió de dos anys per llançar la formació. A més es va establir un acord amb G. Ricordi & Co perquè ensenyés en un centre on estudiants de tota Austràlia poguessin anar a rebre classes. José Luis accepta i se'n va a Sydney a la darreria del 1962 i s'hi va quedar fins a mitjan 1966. Hi collirà grans èxits. Hi va gravar quatre discos i va celebrar concerts per tota Austràlia, Nova Zelanda i Nova Guinea. La fama aconseguida a Austràlia és impressionant. Els mitjans de comunicació el reoneixen com a «el Déu de la Guitarra». Les seves actuacions a la televisió eren constants i era seguit per tota la premsa especialitzada. Li va ser encarregat fer proves de so a la sala de cambra del Gran Teatre de l'Òpera de Sydney. El 1967 realitza un primer viatge al Japó, on rep molt bones crítiques.
Des d'Austràlia es diu que va ser gràcies a José Luis González que la guitarra va créixer i s'hi va desenvolupar, de la mateixa manera que Segòvia va fer a nivell internacional. Aquesta etapa en la vida de José Luis durarà sis anys, ja que després d'una desgràcia familiar decideix posar punt final a la seva carrera i traslladar-se de nou a viure a Alcoi deixant tot l'èxit i fama collits a Austràlia. La seva presència a Austràlia va ser molt important, de fet en aquests moments s'està elaborant la biografia de José Luis González per Zane Turner, australià apassionat de la guitarra que està recopilant tota la informació des del país de les antípodes.
Després de cinc anys sense tocar la guitarra, José Luis recupera la il·lusió per a la guitarra quan un amic seu, Melcior Rodríguez, l'anima a impartir un curs de guitarra a Gandia i un altre a Estella (Navarra). El curs d'Estella que es va realitzar durant 25 anys fins a la seva defunció. Des de llavors es va impartir pel concertista i catedràtic de guitarra Manuel Babiloni sota el nom de «Memorial José Luis González», fins a la desaparició d'aquest en maig de 2015 per un infart, situació similar a la del seu mestre Jose Luis González.
Un cop Jose Luis reprèn la seva carrera, comencen a traslladar-se a viure a Alcoi nombrosos guitarristes d'arreu de món. Es forma a Alcoi una autèntica «Alta escola Internacional de Guitarra Espanyola», sota la tutela de José Luis González. Molts d'aquests alumnes avui són grans concertistes i mestres de guitarra, com el granollerí Rafel Sala.
Cal esmentar que en la dècada dels 80's, la província d'Alacant gaudia d'un prestigi internacional en el món de la guitarra. Aquest fet es va produir per la presència de dos grans guitarristes, José Tomás a Alacant i Jose Luis González a Alcoi. El nom d'Alcoi apareix ressenyat en nombroses publicacions internacionals i fins i tot en guies de viatge japoneses com una de les escoles més importants del món de la guitarra. A la fi dels anys 70, el llavors alcalde d'Alcoi, José Sanus i Gregorio Casasempere li demanen a José Luis que imparteixi classes a l'escola de belles arts que més tard va passar a ser Conservatori de Música d'Alcoi Juan Cantó. El 1988 va ser designat com a director de l'Himne de festes de les festes de Moros i Cristians d'Alcoi.
Durant els anys 1980 i 1990 l'activitat concertística de José Luis és àmplia. Dona concerts i cursos de guitarra per tot Espanya i per nombrosos països com Islàndia, Gran Bretanya, Japó, França, Alemanya, Itàlia, Taiwan, etc. Va com a membre de jurat a certàmens tan importants com el de Giulani a Itàlia, el Francesc Tàrrega a Benicàssim o el Reina Sofia de Madrid.
Capítol a part mereix l'activitat i la fama aconseguida per José Luis González al Japó, país considerat, després d'Espanya, com a temple de la guitarra espanyola. Al Japó va realitzar vuit gires de més de vinticinc concerts cadascuna, per tota l'a arxipèlag japonès. En aquest país té gravats nou discos amb SONY i Pinneaple Tree. L'abril del 1998 estava programada una nova gira i la gravació d'un nou disc al país asiàtic però no la va poder realitzar al morir el 22 de març de 1998 a Madrid, on estava impartint un curs de guitarra i havia acabat la gravació del disc Homenatge a Tárrega.

## Discografia
Com a solista
- José Luís González Classical Guitar (1962) CBS Australia
- Contemporary Guitar Music, José Luís González (1966) CBS Australia
- Masterpieces for Guitar, José Luís González (1966) CBS Australia
- Portrait of the Guitar, José Luís González (1968)CBS, England.
- 20th Century Guitar Music by Odyssey (1967)CBS UK
- Two World of the Classical Guitar (1967) CBS Australia
- Spanish Guitar Music (1966) CBS
- José Luís González, El Arte de la Guitarra Española (1977) CBS España[9]
- Fernando Sor 20 estudios para guitarra (1978) CBS España
- The Art of José Luís González, Vol. 1 (1981) CBS Sony Japan
- The Art of José Luís González, Vol. 2 (1981) CBS Sony Japan
- Love Theme from Sunflowers, José Luís González Guitar (1984) CBS Sony Japan
- Alfonsina y el Mar, The Art of José Luís González (1987) CBS Sony Japan
- Alma de España, José Luís González (1991) CBS Sony Japan
- El Testament d'Amelia, José Luís González (1992) Sony Japan
- Over the Rainbow, José Luís González (1992) Sony Japan
- José Luís González, Guitar Favorite (1996) Sony Japan
- Amor a la latina, José Luís González Guitar (1996) Pineapple Tree Japan
- Homenaje a Tárrega (1998) Dial Discos España

## Composicions
- Amanecer
- Amor Profundo
- Mis hijos

## Premis i reconeixement
- 1961: Premi Margarita Pastor
- 1998: Socio de honor de la Filà Magenta d'Alcoi[10]
- 1998: Soci d'honor a títol pòstum de l'Associació de Amics de la Música d'Alcoi[10]
- 2004: l'antic pont ferroviari del Barranquet de Soler a Alcoi va ser adaptat al trànsit d'autos i va ser rebatejat en aquesta ocasió com a «Pont Guitarrista José Luis González».[11]